# スモーク・アンド・ミラーズ 1000の顔を持つスパイ
『スモーク・アンド・ミラーズ  1000の顔を持つスパイ』（スモークアンドミラーズ1000のかおをもつスパイ、スペイン語: El hombre de las mil caras）は、2016年にスペインで制作されたスリラー映画（サスペンス映画）。監督はアルベルト・ロドリゲス。
マヌエル・セルダンによるノンフィクション小説『Paesa, el espía de las mil caras』に基づいている。国家情報センターの秘密捜査官であるフランシスコ・パエサ役としてエドゥアルド・フェルナンデスが主演を務めている。

## あらすじ
国家情報センターに勤める秘密捜査官のフランシスコ・パエサは、バスク州のテロ組織バスク祖国と自由(ETA)に対して重要な任務を担当していたが、政府に裏切られた結果として母国を離れていた。やがてグアルディア・シビル（治安警備隊）の局長であるルイス・ロルダンがパエサの元を訪れ、国外逃亡の手助けと引き換えにロルダンが横領した公金を守ってほしいと依頼する。パエサはロルダンから金を奪うことでの国家に対する復讐を計画する。

## 公開と評価
第64回サン・セバスティアン国際映画祭でプレミア上映され、フェルナンデスが男優賞を受賞した。ロンドン映画祭でも上映されている。第4回フェロス賞ではドラマ作品賞など10部門にノミネートされ、ポスター賞を受賞した。第31回ゴヤ賞では作品賞など11部門にノミネートされ、新人男優賞（カルロス・サントス）と脚色賞を受賞した。日本では2016年の第13回ラテンビート映画祭で上映され、2017年2月にヒューマントラストシネマ渋谷とシネ・リーブル梅田で開催された「未体験ゾーンの映画たち2017」で劇場公開された。

## キャスト
- エドゥアルド・フェルナンデス : フランシスコ・パエサ（スペイン語版）役
- ホセ・コロナド : ヘスース・カモエス役
- カルロス・サントス（英語版） : ルイス・ロルダン役
- マルタ・エトゥラ : ニエベス・フェルナンデス・プエルト役
- ルイス・カリェホ（英語版） : フアン・アルベルト・ベロッチ（スペイン語版）役
- エミリオ・グティエレス・カバ（英語版） : オソルノ役
- エンリク・ベナベント（スペイン語版） : カストゥレッリ役
- ペドロ・カサブランク（スペイン語版） : パエサの弁護士役
- アルバ・ガローチャ : ベアトリス役
- ジミー・ショウ : 投資家役
- サンティアゴ・モレーロ（スペイン語版） : 投資家役
- トマス・デル・エスタル : ベルメホ役
- イスラエル・エレハルデ（スペイン語版） : ゴンサーレス役

## 受賞とノミネート
| 映画賞/映画祭                         | 部門                        | 対象                                                               | 結果       |
| ------------------------------------- | --------------------------- | ------------------------------------------------------------------ | ---------- |
| 第64回 サン・セバスティアン国際映画祭 | 作品賞                      | 作品賞                                                             | ノミネート |
| 第64回 サン・セバスティアン国際映画祭 | 男優賞                      | エドゥアルド・フェルナンデス                                       | 受賞       |
| 第4回 フェロス賞                      | ドラマ作品賞                | ドラマ作品賞                                                       | ノミネート |
| 第4回 フェロス賞                      | 監督賞                      | アルベルト・ロドリゲス                                             | ノミネート |
| 第4回 フェロス賞                      | 脚本賞                      | アルベルト・ロドリゲス ラファエル・コボス                          | ノミネート |
| 第4回 フェロス賞                      | 主演男優賞                  | エドゥアルド・フェルナンデス                                       | ノミネート |
| 第4回 フェロス賞                      | 助演男優賞                  | カルロス・サントス                                                 | ノミネート |
| 第4回 フェロス賞                      | 助演男優賞                  | ホセ・コロナド                                                     | ノミネート |
| 第4回 フェロス賞                      | 助演女優賞                  | マルタ・エトゥラ                                                   | ノミネート |
| 第4回 フェロス賞                      | 作曲賞                      | フリオ・デ・ラ・ロサ                                               | ノミネート |
| 第4回 フェロス賞                      | 予告編賞                    | 予告編賞                                                           | ノミネート |
| 第4回 フェロス賞                      | ポスター賞                  | ポスター賞                                                         | 受賞       |
| 第31回 ゴヤ賞                         | 作品賞                      | 作品賞                                                             | ノミネート |
| 第31回 ゴヤ賞                         | 監督賞                      | アルベルト・ロドリゲス                                             | ノミネート |
| 第31回 ゴヤ賞                         | 主演男優賞                  | エドゥアルド・フェルナンデス                                       | ノミネート |
| 第31回 ゴヤ賞                         | 新人男優賞                  | カルロス・サントス                                                 | 受賞       |
| 第31回 ゴヤ賞                         | 脚色賞                      | アルベルト・ロドリゲス ラファエル・コボス                          | 受賞       |
| 第31回 ゴヤ賞                         | 編集賞                      | ホセ・M・G・モジャーノ                                             | ノミネート |
| 第31回 ゴヤ賞                         | 美術賞                      | ペペ・ドミンゲス・デル・オルモ                                     | ノミネート |
| 第31回 ゴヤ賞                         | プロダクション賞            | マヌエラ・オコン                                                   | ノミネート |
| 第31回 ゴヤ賞                         | 音響賞                      | ダニエル・デ・サジャス セサル・モリーナ ホセ・アントニオ・マノベル | ノミネート |
| 第31回 ゴヤ賞                         | メイキャップ&ヘアスタイル賞 | ジョランダ・ピーニャ                                               | ノミネート |
| 第31回 ゴヤ賞                         | 作曲賞                      | フリオ・デ・ラ・ロサ                                               | ノミネート |